# Гилган, Джозеф
Джо́зеф Уильям Гилган (англ. Joseph William Gilgun; род. 9 марта 1984, Чорли, Ланкашир) — британский актёр, продюсер и сценарист, получивший известность благодаря таким ролям, как Эли в мыльной опере «Эммердейл», Вуди в серии фильмов «Это Англия», Руди в телесериале «Отбросы», Кэссиди в телесериале «Проповедник» и Винни в телесериале «Голяк».

## Ранние годы
Гилган родился в Чорли, Ланкашир, в семье Джудит и Эндрю Гилганов. Он вырос в Ривингтоне, графстве Ланкашир, в семье рабочего класса вместе с двумя младшими сёстрами, Дженни Сиддон и Рози Томсон.
Джозеф учился в Ривингтонской начальной школе и средней школе Соутлендс. Также обучался в театральном училище Лейна Джонсона и театральной мастерской Олдхэма. Уроки драмы он начал посещать с восьми лет следуя советам педагогов-психологов. Советы были вызваны тем, что Джозеф болеет дислексией и СДВГ, отчего очень страдает и говорит, что это «самая большая боль его жизни». Но Джозефу удаётся справляться со своей болезнью.
По окончании школы, изучал искусство в колледже Раншоу.

## Карьера

### 1994 — 1998: Начало карьеры.
В возрасте десяти лет, Гилган получил свою первую телероль маленького сорвиголовы Джейми Армстронг в сериале «Улица Коронации». Гилган покинул сериал спустя три года, после того как актриса Трейси Брабин покинула проект. Гилган вернулся на съёмочную площадку сериала в специальном выпуске «Дети с улицы коронации» в 2004 году. В 1998 году был ведущим одного эпизода телепрограммы «Жаль, Что Тебя Здесь Нет...?» посетив тематический парк Phantasialand  в Германии.
Гилган в подростковом возрасте решил взять перерыв в карьере киноактёра и ушёл в театр, где сыграл в мюзикле «Хэнки Парк» и пьесе «Мальчик из Борстала». В 2011 году Гилган признался, что ему было тяжело отказаться от ролей в фильме, поэтому после работы штукатуром он вернулся к съёмкам в кино и работе в театре.

### 2004 — 2015: Возвращение в кино
После того, как Гилган определился с тем, что он хочет продолжать сниматься в кино/сериалах актёр в 2004 году, появился в качестве приглашённого гостя в мыльной опере «Холлиокс». В 2005 году актёр появился в небольшой роли в телесериале «Бесстыдники». В 2006 году сыграл одну из самых заметных ролей в фильме «Это Англия» за что был номинирован на премию BIFA в категории «лучший актёр второго плана». Гилган также сдружился со всем актёрским составом и в интервью назвал их своей «бандой». Последующим прорывным проектом для Гилгана стало участие в мыльной опере «Ферма Эммердейл», за которую он получил множество номинаций, а также положительные отзывы от прессы. В 2007 году снялся в документальном фильме «Чорли: куда люди идут сражаться», все деньги с кассовых сборов были направлены в детский хоспис Derian House. В 2009 году актёр покинул проект, заявив что ему нужно «двигаться дальше». В том же году актёр исполнил роль в фильме «Гарри Браун».
В 2010 и 2011 годах соответственно повторно исполнил роль Вуди в мини-сериале «Это Англия ’86» и «Это Англия ’88», за последнюю актёр был номинирован на премию «BAFTA TV» в категории «лучший актёр». В мае 2011 года было объявлено об скором участие актёра в съёмках телесериала «Отбросы» где он исполнит роль нового персонажа Руди Уэйда. Персонаж Гилгана ознаменовал замену персонажа Нейтана Янга в исполнении Роберта Шиэна. В интервью Гилган описывал своего персонажа как «безработного парня» называя его «алмазом без огранки» и «немного социопатом». Многие рецензисты отмечали игру Гилгана высокими оценками, о чём также свидетельствуют премия SFX и премия Virgin Media TV.
В 2012 году исполнил небольшую роль в фильме «Напролом»,  а в 2014 в фильме «Гордость». В 2015 актёр в последний раз исполнил роль Вуди в мини-сериале «Это Англия ’90». Сам Гилган назвал своё участие в последнем мини-сериале «концом эпохи». В том же году актёр исполнил роль второго плана в фильме «Последний охотник на ведьм».

### 2015 — настоящее время: собственный телесериал
В марте 2015 года Гилган получил роль наркозависимого ирландского вампира по имени Кэссиди в телесериале «Проповедник». Гилган получил роль безоговорочно, продюсер сериала Сет Роген отмечал что Гилган подходит на роль, как никто другой. Гилган входил в актёрский состав все четыре сезона, также спродюсировав половину третьего сезона и полностью четвёртый. Во время съëмок в телесериале, в 2016 году исполнил роль преступника в фильме «Афера под прикрытием».
После окончания съëмок в телесериале Гилган вместе с Дэнни Броклхерстом разработали комедийный сериал «Голяк», моментами основанный на жизненном опыте Гилгана. Сам же Гилган исполнил главную роль Винни в телесериале. За роль в телесериале Гилган был четыре года подряд номинирован на премию BAFTA, а также стал обладателем премии «Королевского телевизионного общества».

## Личная жизнь
Имеет множество татуировок, каждая из которых, как он утверждает, связана с определённым моментом в его жизни.
Гилган рассказал в подкастах и различных СМИ о своём биполярном расстройстве и его последствиях. Он также заявил, что многие истории в сериале «Голяк» основаны на его жизни.

## Фильмография
| Год          |     | Русское название           | Оригинальное название | Роль                  |
| ------------ | --- | -------------------------- | --------------------- | --------------------- |
| 1994—1997    | с   | Улица Коронации            | Coronation Street     | Джейми Армстронг      |
| 2004         | с   | Холлиокс                   | Hollyoaks             | Маркус                |
| 2005         | с   | Бесстыдники                | Shameless             | Рико                  |
| 2005         | тф  | Большая медведица          | Big Dippers           | Карл                  |
| 2006         | с   | Порядок                    | Sorted                | автомеханик           |
| 2006         | ф   | Это Англия                 | This Is England       | Ричард "Вуди" Вудфорд |
| 2006—2010    | с   | Ферма Эммердейл            | Emmerdale             | Эли Дингл             |
| 2009         | ф   | Гарри Браун                | Harry Brown           | Кеннет "Кенни" Соэмс  |
| 2010         | кор | Предел мечтаний            | Top of the Range      | Джо                   |
| 2010         | с   | Это Англия 86              | This Is England '86   | Ричард "Вуди" Вудфорд |
| 2011         | с   | Это Англия ’88             | This Is England '88   | Ричард "Вуди" Вудфорд |
| 2011         | ф   | Тюремщик                   | Screwed               | Карл                  |
| 2011—2013    | с   | Отбросы                    | Misfits               | Руди Уэйд             |
| 2012         | ф   | Напролом                   | Lockout               | Хайделл               |
| 2013         | кор | Теннис                     | Tennis                | Джерри                |
| 2013         | с   | Улица потрошителя          | Ripper Street         | Кармайкл              |
| 2013         | с   | Подъем                     | Coming Up             | Мартин                |
| 2014         | ф   | Гордость                   | Pride                 | Майк                  |
| 2015         | с   | Это Англия ’90             | This Is England '90   | Ричард "Вуди" Вудфорд |
| 2015         | ф   | Последний охотник на ведьм | The Last Witch Hunter | Эллик                 |
| 2016—2019    | с   | Проповедник                | Preacher              | Кэссиди               |
| 2016         | ф   | Афера под прикрытием       | Infiltrator           | Доминик               |
| 2019 — н. в. | с   | Голяк                      | Brassic               | Винсент "Винни" О'Нил |

### Музыкальные клипы
| Год  | Название              | Исполнитель   | Примечания |
| ---- | --------------------- | ------------- | ---------- |
| 2010 | Dead American Writers | Tired Pony    | [ 37 ]     |
| 2014 | Tiny Legs             | Then Thickens | [ 38 ]     |

## Награды и номинации
| Год  | Награда                                          | Категория                                  | Номинация за    | Результат | Примечания |
| ---- | ------------------------------------------------ | ------------------------------------------ | --------------- | --------- | ---------- |
| 2006 | Премия британского независимого кино             | Лучший актёр/актриса второго плана         | Это Англия      | Номинация | [ 15 ]     |
| 2007 | «Премия Британской мыльной оперы»                | Лучший новичок                             | Ферма Эммердейл | Номинация | [ 39 ]     |
| 2007 | Национальная телевизионная премия                | Самый популярный новичок                   | Ферма Эммердейл | Номинация | [ 40 ]     |
| 2007 | Премия TV Quick                                  | Лучший новичок в мыльной опере             | Ферма Эммердейл | Номинация | [ 41 ]     |
| 2008 | Премия Digital Spy                               | Злодей года                                | Ферма Эммердейл | Номинация | [ 42 ]     |
| 2012 | Премия Virgin Media TV                           | Лучший новичок                             | Отбросы         | Победа    | [ 43 ]     |
| 2012 | Премия SFX                                       | Восходящая звезда                          | Отбросы         | Победа    | [ 44 ]     |
| 2012 | Премия Британской Академии в области телевидения | Лучший актёр                               | Это Англия ’88  | Номинация | [ 45 ]     |
| 2021 | Премия «Королевского телевизионного общества»    | Лучшая мужская роль в комедии              | Голяк           | Победа    | [ 46 ]     |
| 2021 | Премия «BAFTA»                                   | Лучшая мужская роль в комедийной программе | Голяк           | Номинация | [ 47 ]     |
| 2022 | Премия «BAFTA»                                   | Лучшая мужская роль в комедийной программе | Голяк           | Номинация | [ 48 ]     |
| 2023 | Премия «BAFTA»                                   | Лучшая мужская роль в комедийной программе | Голяк           | Номинация | [ 49 ]     |
| 2024 | Премия «BAFTA»                                   | Лучшая мужская роль в комедийной программе | Голяк           | Номинация | [ 50 ]     |